# Carlin
Carlin è un comune degli Stati Uniti d'America, situata nella Contea di Pershing nello stato del Nevada. Al censimento del 2000 la popolazione era di 2.161 abitanti. Appartiene all'area micropolitana di Elko.
La città deve il nome all'abitazione di uno sciamano nativo americano di nome John "Rolling Thunder" Pope che lavorò come frenatore per la ferrovia.
Il 12 agosto del 1939 un treno che operava sotto la città di San Francisco deragliò su un ponte presso Carlin causando la morte di 24 persone e il ferimento di 121. Le indagini parlarono di sabotaggio, ma il caso non è ancora stato risolto.

## Geografia fisica
Secondo i rilevamenti dell'United States Census Bureau, la località di Carlin si estende su una superficie di 23,9 km², tutti occupati da terre.

## Popolazione
Secondo il censimento del 2000, a Carlin vivevano 2.161 persone, ed erano presenti 579 gruppi familiari. La densità di popolazione era di 90,6 ab./km². Nel territorio comunale si trovavano 1.014 unità edificate. Per quanto riguarda la composizione etnica degli abitanti, il 91,90% era bianco, lo 0,05% era afroamericano, l'1,76% era nativo, lo 0,60% era asiatico e lo 0,05% proveniva dall'Oceano Pacifico. Il 3,79% della popolazione apparteneva ad altre etnie e l'1,85% a più di una. La popolazione di origine ispanica corrispondeva all'8,38% degli abitanti.
Per quanto riguarda la suddivisione della popolazione in fasce d'età, il 30,8% era al di sotto dei 18, il 7,4% fra i 18 e i 24, il 31,1% fra i 25 e i 44, il 23,5% fra i 45 e i 64, mentre infine il 7,3% era al di sopra dei 65 anni di età. L'età media della popolazione era di 34 anni. Per ogni 100 donne residenti vivevano 108,8 maschi.